# Наги

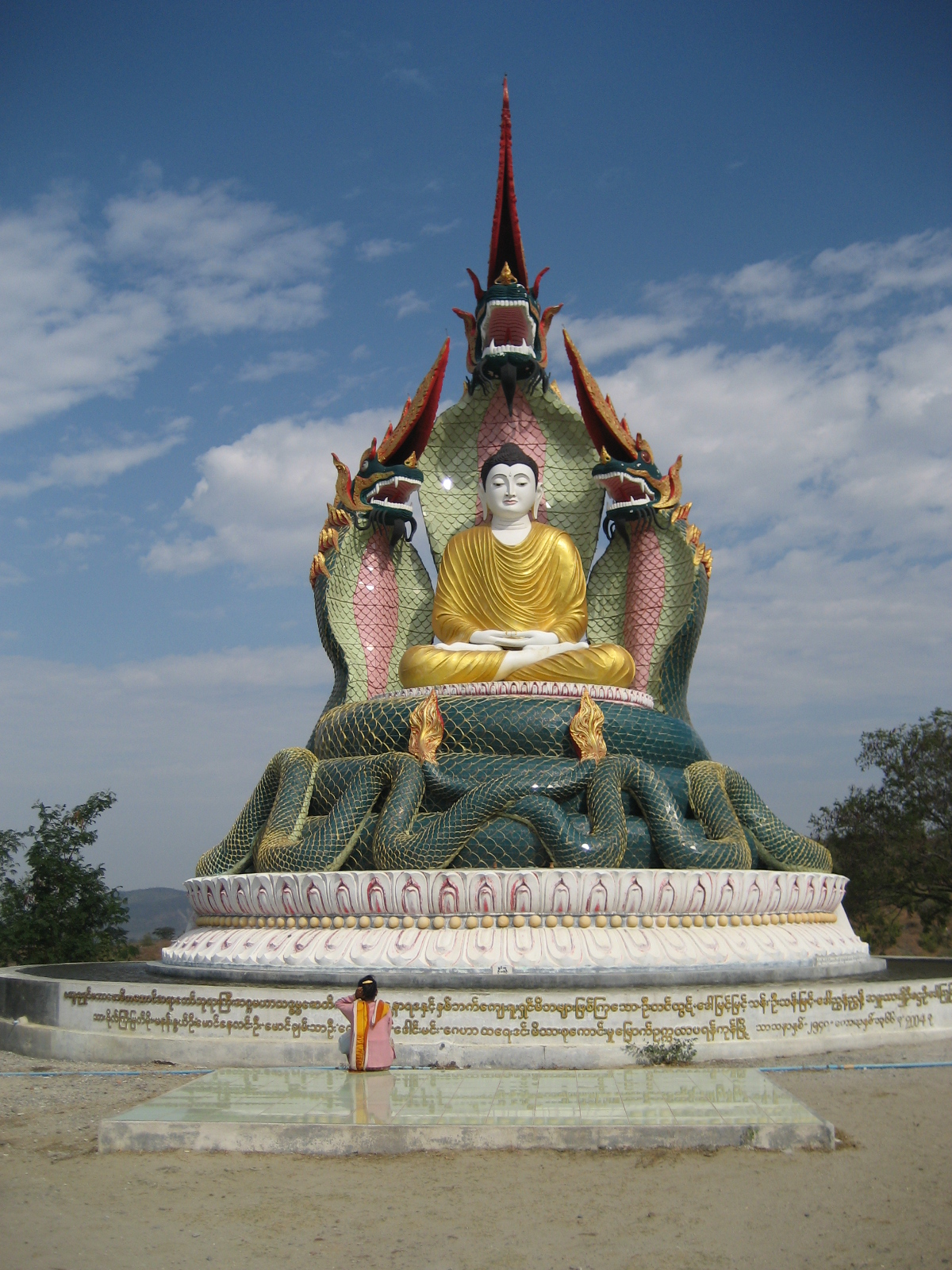
Будда, що медитує під захистом нага в Моніва, М'янма

Наги (санскр. नाग наг — змія) — в індуїзмі та буддизмі — змієподібні міфічні істоти, напівбоги.
Наг зображувався у вигляді людини і змії, його голова завжди вкрита віялом із зміїних голів, щоб показати його походження від напівбожественних істот.
Є легенда, що мати нагів Кадру хотіла, щоб вони були безсмертними, і дала їм випити чарівний напій безсмертя. Але міфічна цариця-птах Ґаруда (сестра Кадру) зробила так, щоб цей напій зник. Це призвело до вічного суперництва та війни.
Наги мешкають у водах, а згідно з іншими джерелами — в пеклі. Серед нагів особливо шанованими є «немолоді» змії, здатні викликати ціле військо чудовиськ. Найчастіше їх сила звеличується під час війни. Наг жіночої статі — гібрид із тілом людини і хвостом змії — називається нага. Вона вважається давньою прародителькою індійських дворянських сімей, оскільки Наг — символ мудрості. Мудреця Патанджалі зображують у вигляді нага, верхня половина якого має людський вигляд.
Наґарджуна сімнадцять років медитував на образі нага, після чого поринув в їх стихію, воду, де й отримав найвищу інтуїтивну мудрість (праджняпараміта). Вода — символ несвідомого. Вони пов'язані з водним світом і втілюють бажання і спокусу. З водою пов'язані переживання при глибокому зануренні у медитацію. Стверджується, що наги зберігали істину в таємниці доти, доки люди не дозріли для розуміння її. Нагами населена велика безодня (Махатала), одне з найстрахітливіших пекл. У вигляді змії зображують кундаліні, енергію, що піднімаючись в людині при духовній практиці від найнижчого психофізичного центра (чакри) до вищого, де відбувається злиття з богом. Наг захистив своєю відлогою Будду від палючого Сонця, під час його медитації перед просвітленням. За іншою версією, то була кобра.
Міфи про нагів існували в Індії, але в пізнішу епоху вони були поширені також у Китаї і дійшли до Японії.
Існує культ змій та свята пов'язані з ним (нагапанчамі — найпопулярніший і наймасовіший з них). В Індії дуже поширене шанування змій — індуси вірять, що вони володіють магічними властивостями, живуть у підземних і підводних палацах, де зберігають скарби. Вважається, що змії можуть зцілювати від хвороб, сприяти родючості і гарному врожаю. Особливо широке поширення отримав у Індії культ кобри.

## Буддизм

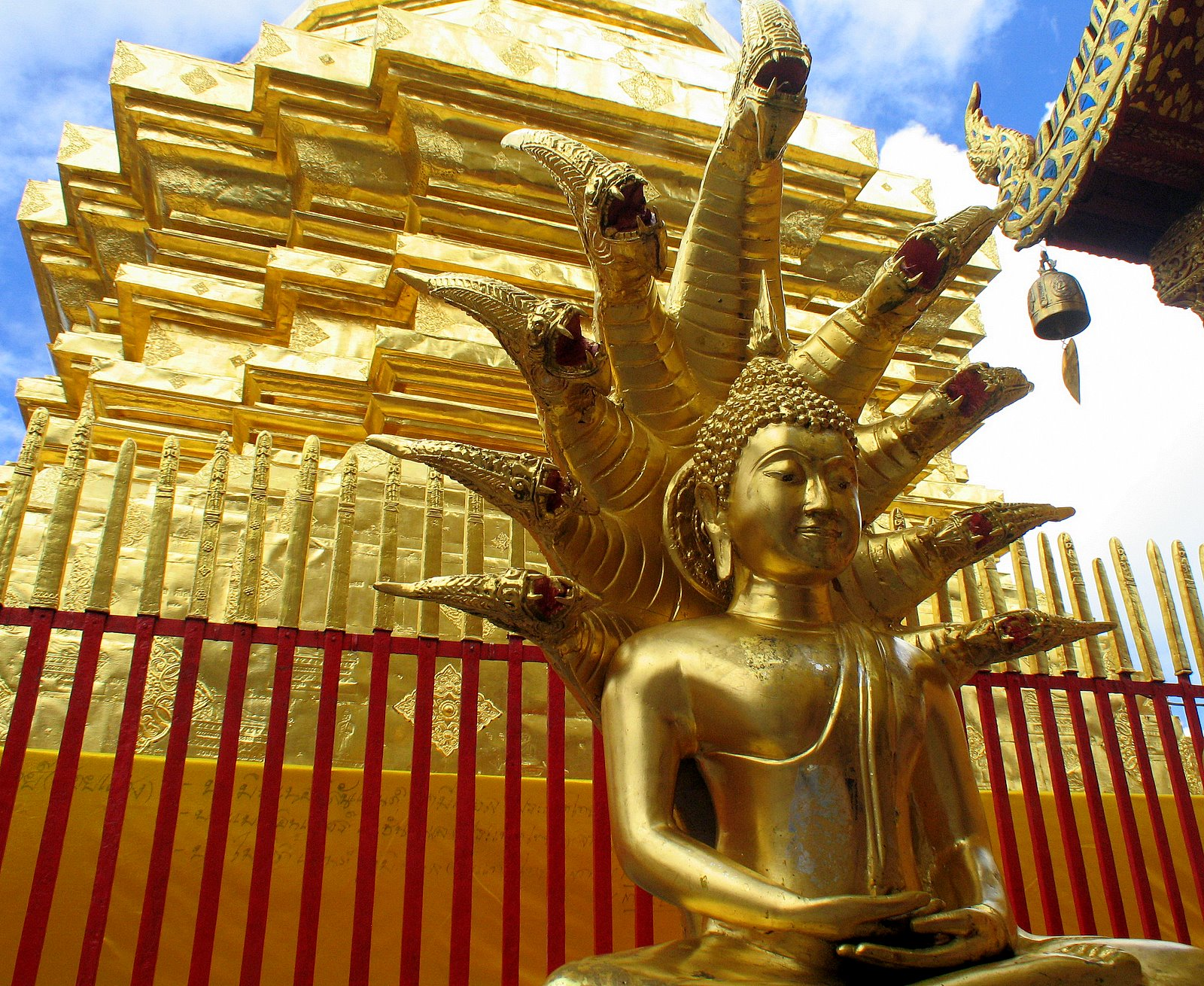
Мукалінда захищає Гаутама Будда (Будда в Нага Прок позі) в Ват Пра Тхат Дой Сутхеп в Чіанг Май, Таїланд.

Як і в індуїзмі, буддійські наги іноді зображуються як людина з змією або драконом, що розташований над його головою.
Вважається, що Будда проповідував нагам. Один нага, в людській формі, намагався стати ченцем; і коли Будда сказав йому, що таке посвячення неможливе, він розповів йому, що він переродиться як людина, і тоді зможе стати ченцем.
У Тибетський буддизм, наги відомі як klu або klu-mo і вони асоціюються з водою та чистотою, оскільки вони живуть в океанах, річках, озерах та джерелах, і не хочуть, щоб їхнє середовище було збурене або забруднене.